# Werner Baumbach

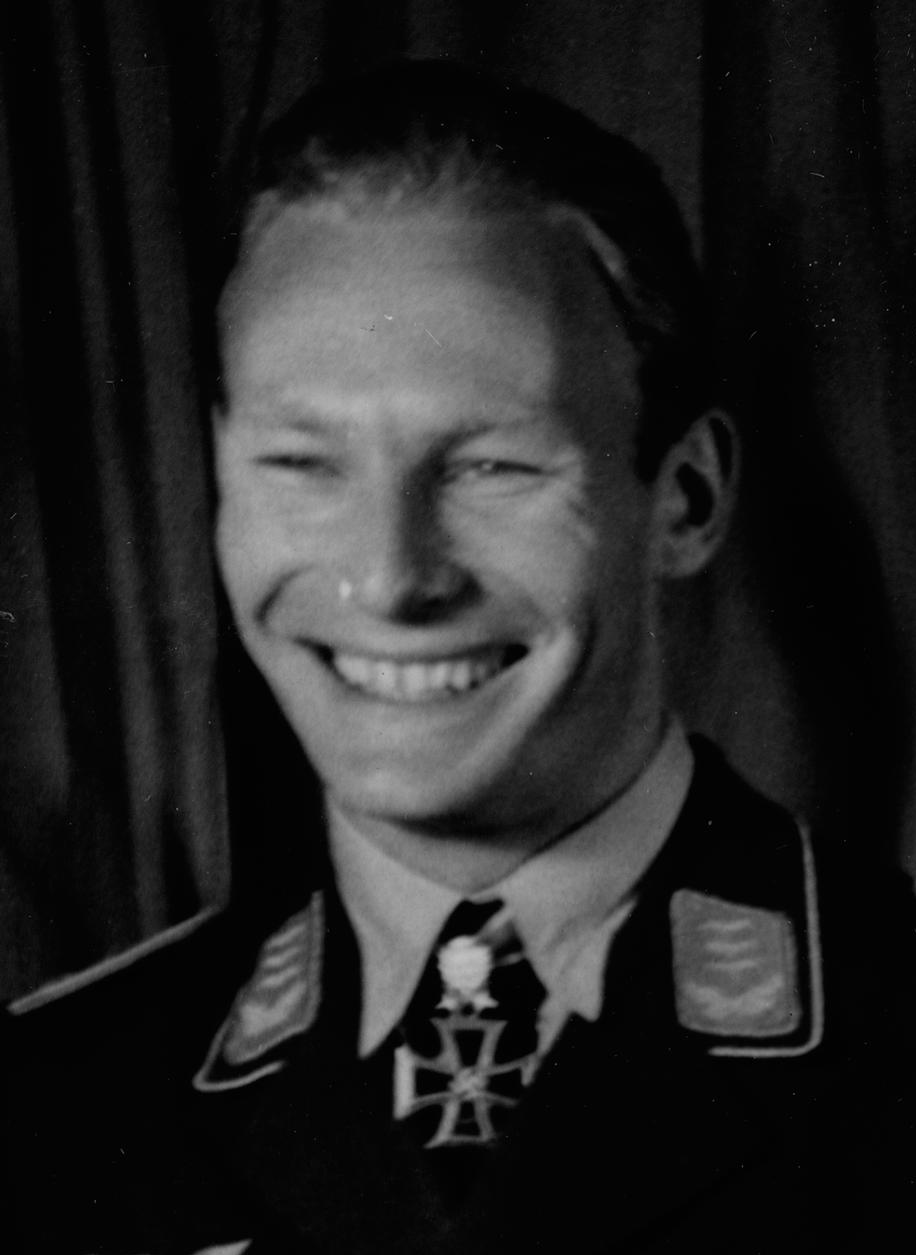
Werner Baumbach nach der Verleihung des Ritterkreuzes des Eisernen Kreuzes mit Eichenlaub und Schwertern, August 1942

Werner Baumbach (* 27. Dezember 1916 in Cloppenburg; † 20. Oktober 1953 bei Buenos Aires, Argentinien) war ein deutscher Luftwaffenoffizier im Zweiten Weltkrieg.

## Leben
Werner Baumbach erwarb bereits vor seinem 18. Geburtstag alle Segelflugscheine. Nach einer Begegnung mit Adolf Hitler beim Reichsparteitag 1934 wurde Baumbach zum Subjekt von Propaganda in Illustrierten. Er wurde Führer der Hitlerjugend in Cloppenburg und Bannführer des Banns Süd-Oldenburg. Zum 1. April 1935 trat er der NSDAP bei (Mitgliedsnummer 3.604.860).
1936 trat Baumbach als Fahnenjunker in die Luftwaffe ein und absolvierte seine Ausbildung in der Luftkriegsschule 2 Berlin-Gatow. 1938 wurde Baumbach zum Leutnant befördert. Er war dann als Blindfluglehrer und Testpilot tätig und war einer der ersten, welche die Junkers Ju 88 flogen.
Zu Beginn des Zweiten Weltkriegs flog Baumbach Einsätze mit dem Kampfgeschwader 30 beim Überfall auf Polen. Danach wurde er über der Nordsee und über Norwegen eingesetzt. Nach Einsätzen während der Schlacht um Narvik wurde er mit dem Narvikschild ausgezeichnet. Am 19. April 1940 gelang ihm vor Namsos ein Bombenvolltreffer auf dem französischen Leichten Kreuzer Émile Bertin, der daraufhin zu Reparaturen nach Frankreich zurückkehren musste. Dafür wurde ihm das Eiserne Kreuz I. Klasse verliehen. Am 8. Mai 1940 wurde ihm zusätzlich das Ritterkreuz des Eisernen Kreuzes verliehen, da man fälschlicherweise davon ausging, dass der Kreuzer versenkt worden sei.
Während des Westfeldzuges wurde Baumbach leicht verwundet und am 1. Juni 1940 zum Oberleutnant befördert und zum Staffelkapitän ernannt. Nach dem Frankreichfeldzug flog er einen Sondertransport von Berlin über Moskau bis nach Japan. Nach diesem Sonderunternehmen flog er Einsätze gegen Schiffsziele rund um die britischen Inseln und war an der Bombardierung von Scapa Flow beteiligt. Für die Versenkung feindlichen Schiffsraumes in erheblichem Umfange (angeblich 240.000 BRT, wobei zu berücksichtigen ist, dass die Zahlen aufgrund von Fehleinschätzungen der Flugzeugbesatzungen sowie aus propagandistischen Gründen in der Regel zu hoch gegriffen waren) wurde ihm am 14. Juli 1941 das Eichenlaub zum Ritterkreuz verliehen.
Bei Beginn des Deutsch-Sowjetischen Krieges war Baumbachs Staffel in Nordnorwegen stationiert. Im Juli 1942 übernahm er als Hauptmann von Hajo Herrmann die Führung der III./KG 30, die damals ebenfalls in Norwegen eingesetzt war. Bis zum August 1942 hatte Baumbach angeblich 300.000 BRT feindlichen Schiffsraum versenkt. Hierfür erhielt er am 16. August 1942 als erster Kampfflieger das Eichenlaub mit Schwertern zum Ritterkreuz verliehen.
Nach der Absolvierung von über 200 Kampfeinsätzen und der Beförderung zum Major wurde er im Dezember 1942 zum Luftwaffenstab in Deutschland versetzt. Baumbach arbeitete hier an neuen Waffensystemen, so u. a. an der Gleitbombe Henschel Hs 293. Er war auch an der Weiterentwicklung des sogenannten „Mistel-Gespanns“ beteiligt, bei dem eine unbemannte, mit Sprengstoff gefüllte Junkers Ju 88 oder Heinkel He 111 unter einer bemannten Focke-Wulf Fw 190 befestigt wurde. In der Luft sollte die unbemannte Maschine dann in einer Entfernung von etwa einem Kilometer vom Ziel ausgeklinkt werden und allein ihr Ziel finden. Die Produktion wurde aber bald zugunsten der dringend benötigten Jagdflugzeuge eingestellt.
Am 15. November 1944 wurde Baumbach unter gleichzeitiger Beförderung zum Oberstleutnant zum Kommodore des für Spezialeinsätze gebildeten Kampfgeschwaders 200 ernannt. Im Winter 1944/45 war er zeitweilig mit den Geschäften des Generals der Kampfflieger betraut, und am 5. Januar 1945 wurde er zum Oberst befördert, bevor er am 6. März die Dienststellung als Fliegerführer 200 antrat.

## Nach dem Zweiten Weltkrieg
Nach der bedingungslosen Kapitulation der Wehrmacht wurde Baumbach, der von Hitlers Nachfolger Karl Dönitz als Berater berufen worden war, am 23. Mai 1945 in Flensburg verhaftet. Von den Alliierten wurden ihm Brüche des Kriegsrechts durch ihm unterstellte Einheiten vorgeworfen, was jedoch nicht bestätigt werden konnte.
Nach seiner Entlassung im Februar 1946 arbeitete Baumbach mit dem Harvard-Historiker Bruce C. Hopper an Studien über den Zweiten Weltkrieg. 1948 ging er nach Argentinien und wurde Militärberater der dortigen Luftwaffe. In dieser Zeit schrieb er auch zwei Bücher: Zu spät – Aufstieg und Untergang der deutschen Luftwaffe und Zu früh – Raumkrieg und Weltrevolution, in denen er sich mit künftigen Großraumstrategien beschäftigte. Beide Bücher erschienen zuerst in Argentinien und später auch in Deutschland. Auch zwei Kinderbücher entstanden unter seiner Feder: Zwei Jungen werden Flieger und Zwei Jungen fliegen nach Italien.
Am 20. Oktober 1953 stürzte er mit einer Avro Lancaster nahe Buenos Aires in den Río de la Plata und kam dabei ums Leben. Seine sterblichen Überreste wurden in seiner Heimatstadt Cloppenburg bestattet. Dort wurde auch eine Straße nach ihm benannt.
Der Rat der Stadt Cloppenburg hat am 25. September 2023 beschlossen, wissenschaftlich untersuchen zu lassen, ob man die nach Hanna Reitsch, Werner Mölders, Werner Baumbach und Ernst Udet benannten Straßen in Cloppenburg wegen einer möglichen NS-Vergangenheit umbenennen sollte.

## Auszeichnungen
- Eisernes Kreuz (1939) II. und I. Klasse
- Ehrenpokal für besondere Leistung im Luftkrieg
- Ritterkreuz des Eisernen Kreuzes mit Eichenlaub und Schwertern[5]
  - Ritterkreuz am 8. Mai 1940
  - Eichenlaub am 14. Juli 1941 (20. Verleihung)
  - Schwerter am 16. August 1942 (16. Verleihung)
- Frontflugspange für Kampfflieger in Gold mit Anhänger Einsatzzahl 200
- Narvikschild
- Zweimalige Nennung im Wehrmachtbericht